# Boeing T-45 Goshawk
T-45 «Госхок» (англ. T-45 Goshawk) — американский учебно-тренировочный самолёт палубного базирования.
Разработан на основе британского «Хок» и выпускается совместно американской фирмой Боинг (до 1997 года — Макдоннелл-Дуглас) и британской British Aerospace, бортовой компьютер — Nortronics (Палос-Вердес, Калифорния), тренажёр пилота — Honeywell (Уэст-Ковина, Калифорния). T-45 используются ВМС США и к началу 2008 года налетали 800 тыс. часов.

## Тактико-технические характеристики
Приведены данные модификации T-45C.
Источник данных: Jane's 

Технические характеристики
- Экипаж: 2 человека
- Длина: 11,98 м
- Размах крыла: 9,39 м
- Высота: 4,11 м
- Площадь крыла: 17,66 м²
- Коэффициент удлинения крыла: 5,0
- База шасси: 4,31 м
- Колея шасси: 3,9 м
- Масса пустого: 4261 кг
- Нормальная взлётная масса: 5783 кг
- Максимальная взлётная масса: 6123 кг
- Масса топлива во внутренних баках: 1433 кг
- Объём топливных баков: 1635 л (+ 2× 591 л ПТБ)
- Силовая установка: 1 × ТРДД Rolls-Royce Turbomeca F405-RR-401
- Тяга: 1 × 24,59 кН

Лётные характеристики
- Максимально допустимая скорость: 1065 км/ч (на высоте 1000 м)
- Максимальная скорость: 1006 км/ч (на высоте 2440 м)
- Максимальное число Маха:
  - в пикировании: 1,04
  - в горизонтальном полёте: 0,84
- Скорость отрыва: 224 км/ч (при взлёте с авианосца)
- Посадочная скорость: 232 км/ч
- Перегоночная дальность: 1296 км
- Практический потолок: 12 950 м
- Скороподъёмность: 40,7 м/с
- Время набора высоты: 9150 м за 7 мин. 40 с.
- Нагрузка на крыло: 346,7 кг/м²
- Тяговооружённость: 0,41 (249 кг/кН) (при максимальной взлётной массе)
- Длина разбега: 1100 м
- Длина пробега: 1009 м
- Максимальная эксплуатационная перегрузка: +7,33/-3 g

Вооружение
- Стрелково-пушечное: встроенное вооружение отсутствует
- Точки подвески: 3

## Критика
В 2017 году полёты на T-45 были временно прекращены после того, как около 100 пилотов, в том числе сын вице-президента США Пенса, отказались подниматься в воздух на этих машинах. Пилоты заявили о многочисленных случаях, когда они испытывали кислородное голодание во время полёта. После проверки систем T-45 полёты были возобновлены.

## Происшествия
1 октября 2017 года в 18:00 потерпел крушение в штате Теннесси во время выполнения тренировочного полёта. На борту самолёта находились два пилота — инструктор и пилот-курсант. Пилотам не удалось выжить.